# 聯合國安全理事會第79號決議
聯合國安理會79號決議是1950年1月17日在聯合國安全理事會第462次會議通過的。安理會收到了有關調節及普遍裁減軍備和軍隊的聯合國大會300號決議，為此這項決議將該決議送交常規軍備委員會按其規章研究。
該決議在南斯拉夫社會主義聯邦共和國出席但不投票及蘇聯缺席的情況下，以9票對0票通過。

## 外部連結
- 79號決議全文 （页面存档备份，存于）